# Watson (Missouri)
Watson é uma vila localizada no estado americano de Missouri, no Condado de Atchison.

## Demografia
Segundo o censo americano de 2000, a sua população era de 121 habitantes.
Em 2006, foi estimada uma população de 117, um decréscimo de 4 (-3.3%).

## Geografia
De acordo com o United States Census Bureau tem uma área de
0,3 km², dos quais 0,3 km² cobertos por terra e 0,0 km² cobertos por água.

## Localidades na vizinhança
O diagrama seguinte representa as localidades num raio de 16 km ao redor de Watson.